# أندرو غلوفر
أندرو غلوفر (بالإنجليزية: Andrew Glover)‏ هو لاعب كرة قدم أمريكية أمريكي، ولد في 12 أغسطس 1967 في غونزاليس في الولايات المتحدة.